# Penelope Point
Der Penelope Point ist eine wuchtige und felsige Landspitze an der Pennell-Küste des ostantarktischen Viktorialands. Sie trennt dort die Mündung des Nielsen-Gletschers in die Relay Bay von derjenigen des Scott-Keltie-Gletschers in die Robertson Bay.
Die vom britischen Polarforscher Victor Campbell geleitete Nordgruppe der Terra-Nova-Expedition (1910–1913) kartierte die Formation. Sie benannten sie nach dem Spitznamen Penelope für Leutnant Harry Lewin Lee Pennell (1882–1916), Besatzungsmitglied der Terra Nova bei dieser Forschungsreise.